# Prins Christian (Schiff, 1903)

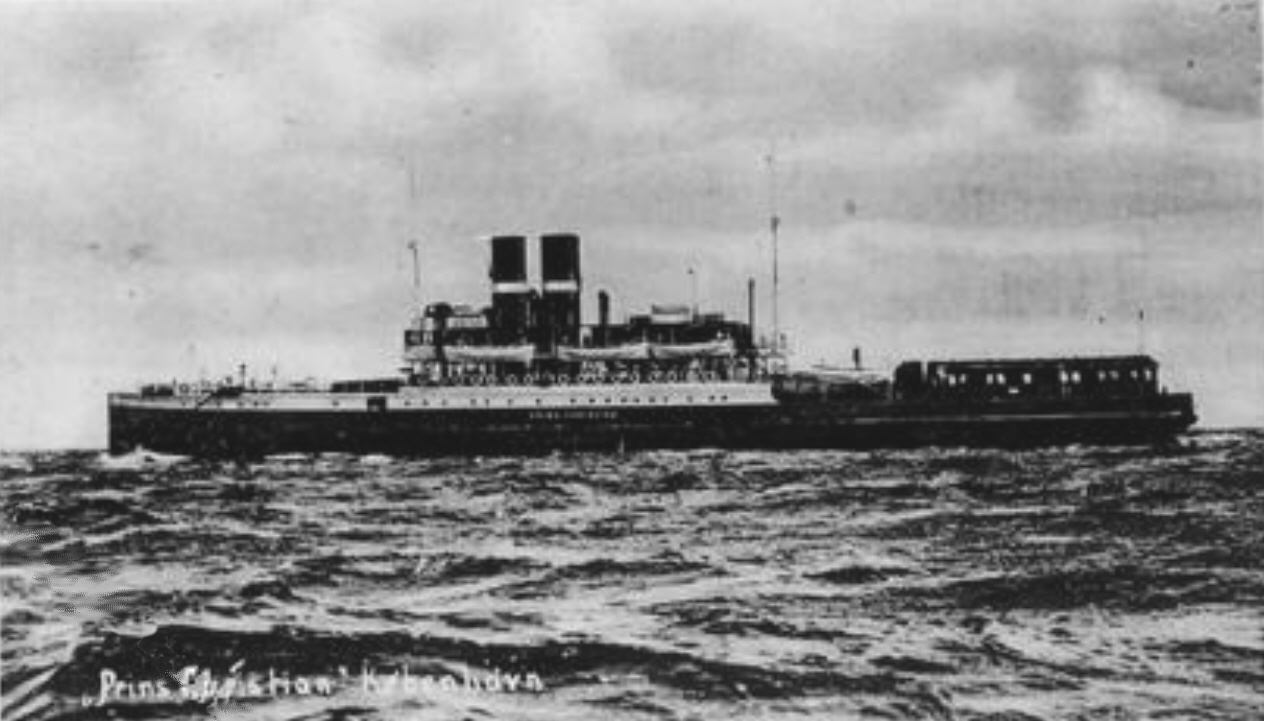
Die Prins Christian, 1903

Die Prins Christian war eine dänische Eisenbahnfähre, die im Trajektverkehr auf der Ostsee zunächst zwischen Dänemark und Deutschland, später zwischen Dänemark und Schweden eingesetzt war.

## Bau und technische Daten
Das Schiff lief am 16. Mai 1903 mit der Baunummer 94 auf der Werft der Helsingør Jærnskibs- og Maskinbyggeri in Helsingør für die Dänischen Staatsbahnen (DSB) vom Stapel. Es war 86,87 m lang (Länge über alles, 85,65 m zwischen den Loten) und 17,68 m breit und hatte 4,40 m Tiefgang. Das Schiff war mit 1824 BRT und 686 NRT vermessen. Auf zwei Gleisen mit einer nutzbaren Gesamtgleislänge von 128,56 m konnte es 16–17 Güterwagen befördern. Die Passagierkapazität betrug 950 Personen. Zwei Dampfmaschinen mit zusammen 2200 PS ermöglichten über zwei Schrauben eine Höchstgeschwindigkeit von 13,75 Knoten.

## Laufbahn

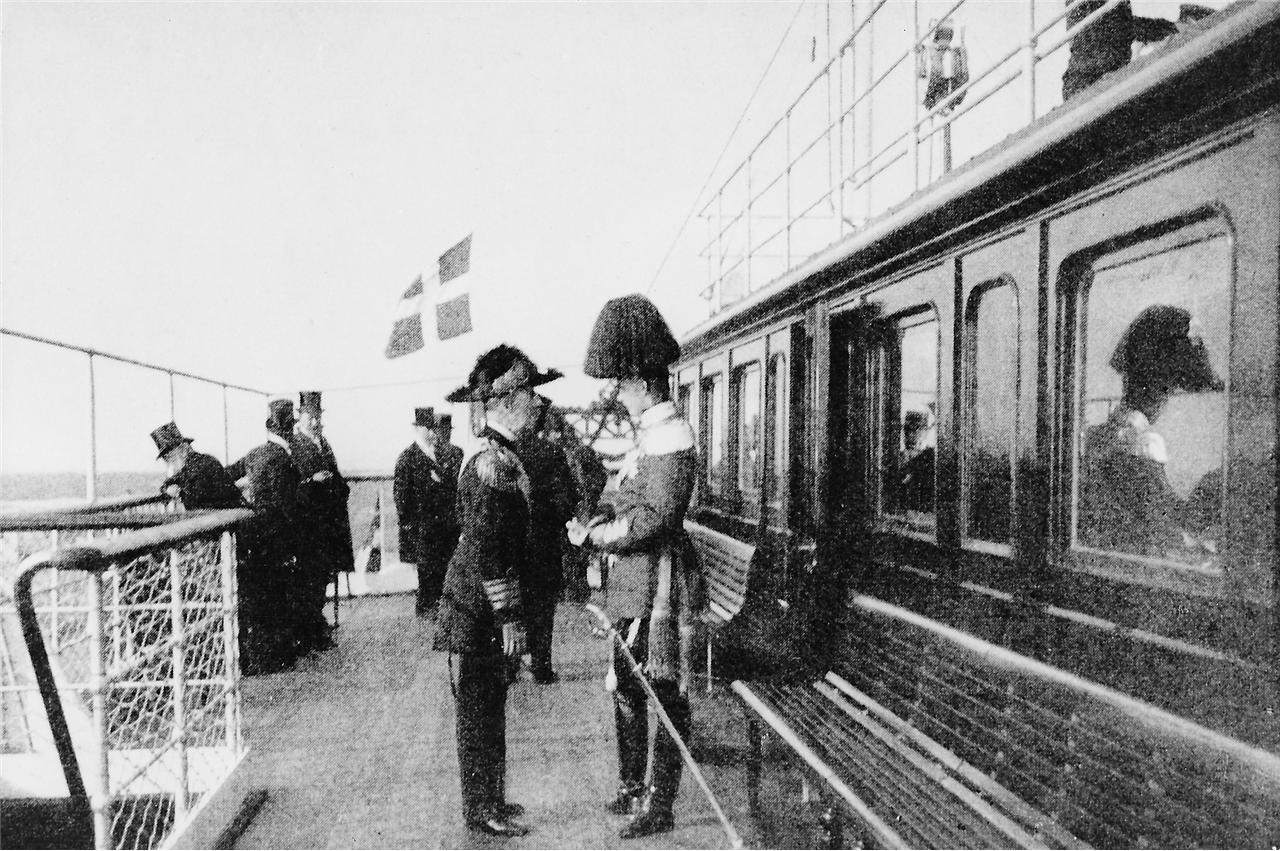
Einweihung der Fährlinie Gedser-Warnemünde: der dänische König Christian IX. (links) und der mecklenburgische Großherzog Friedrich Franz IV. auf der Prins Christian

### Vorkriegszeit
Die Prins Christian wurde am 18. September 1903 ausgeliefert und am 1. Oktober 1903 bei der Einweihung der Fährlinie Gedser–Warnemünde durch den dänischen König Christian IX. und den Großherzog Friedrich Franz IV. von Mecklenburg-Schwerin durch die DSB Rederi, die Fährbetriebsgesellschaft der DSB, in Dienst gestellt. Ihr Heimathafen war Gedser. Gemeinsam mit dem ebenfalls zweigleisigen Doppelschraubenschiff Mecklenburg der Mecklenburgischen Friedrich-Franz-Eisenbahn (M.F.F.E.) wurde sie ganzjährig für den Güterverkehr und in den Wintermonaten für den Güter- und Personenverkehr genutzt, während die beiden Schaufelradfähren Prinsesse Alexandrine (DSB) und Friedrich Franz IV. (M.F.F.E.) in den Sommermonaten Reisezugwagen über die Ostsee beförderten.

### Erster Weltkrieg
Bis zum Ausbruch des Ersten Weltkriegs blieben die vier dänischen und deutschen Fähren zuverlässig im Einsatz. Bei Kriegsbeginn wurde der Regelverkehr erst einmal unterbrochen. Während die deutschen Fähren dann zu Kriegszwecken auf verschiedenen Strecken zwischen deutschen Häfen eingesetzt wurden, um Truppen zu befördern, wurden die dänischen Fähren zunächst nach Kopenhagen zurückgezogen. Nach Absprachen mit den kriegführenden Parteien wurden die Prins Christian und die Prinsesse Alexandrine, deutlich gekennzeichnet mit einer auf die Bordwand gemalten großen dänischen Flagge und der Aufschrift „Danmark“, noch im Jahre 1914 wieder auf ihrer Stammstrecke Gedser ↔ Warnemünde eingesetzt. Bei Hook Hagen, westlich von Gedser, wurde eine Quarantänestation eingerichtet, um das Einschleppen möglicher Epidemien zu verhindern.

### Zwischenkriegsjahre
Im Winter 1922/23 wurde die Prins Christian umgebaut und auf 90,83 m verlängert. Dabei wurde die nutzbare Gesamtgleislänge auf 168 m und die Passagierkapazität auf 150 Personen erweitert. Das Schiff war nunmehr mit 1901 BRT und 745 NRT vermessen. Dann wurde es bis 1940 mit neuem Heimathafen Kopenhagen auf dem Öresund zwischen Kopenhagen und Malmö eingesetzt.

### Zweiter Weltkrieg
1940 wurde die Prins Christian als Reserveschiff für die Linie Gedser – Warnemünde wieder nach Gedser verlegt. Beim deutschen Überfall auf Dänemark am 9. April 1940 befand sie sich allerdings gerade zu Inspektionen in der Marinewerft (Orlogsværftet) in Kopenhagen, wo sie von den deutschen Besatzern beschlagnahmt wurde. Sie wurde zurück nach Gedser beordert, wo die 1922 in Dienst gestellte Danmark ebenfalls von der Wehrmacht erbeutet worden war, und brachte dann, ebenso wie die Danmark und die beiden deutschen Fährschiffe Schwerin und Mecklenburg, im Pendelverkehr weitere Truppen von Warnemünde nach Gedser.
Auch nach der Besetzung Dänemarks wurde die Fährverbindung zwischen Warnemünde und Gedser (einschließlich Personenzüge) weiterhin betrieben, wobei allerdings militärische Verschiffungen Vorrang hatten. Auch wurde die Prins Christian zeitweise zur Beförderung deutscher Truppen nach Norwegen und nach Russland benutzt.

### Nachkriegszeit
Nach Kriegsende im Mai 1945 wurde das Schiff wieder im regelmäßigen Fährbetrieb eingesetzt, nunmehr auf dem Großen Belt zwischen Korsør und Nyborg. 1946 wurde es kurzzeitig von der dänischen Marine requiriert, um dänische Truppen nach Bornholm zu bringen, nachdem die sowjetischen Truppen am 5. April 1946 von der Insel abgezogen worden waren.
Als am 15. Juli 1951 die Eisenbahnfähre Großenbrode–Gedser eröffnet wurde, stand anfangs nur die Danmark zur Verfügung, die abwechselnd von Gedser aus nach Großenbrode oder nach Warnemünde lief. Zur Unterstützung wurde die Prins Christian aus dem Großen Belt abgezogen, bis 1953 die neue Deutschland der Deutschen Bundesbahn in Dienst gestellt wurde. Die Prins Christian machte ihre letzte Fahrt 1954, wurde dann aufgelegt und 1955 zum Abwracken an die Firma Petersen & Albeck in Kopenhagen verkauft.